# Gare d'Hallu - Chilly
La gare d'Hallu - Chilly est une gare ferroviaire fermée de la ligne de Saint-Just-en-Chaussée à Douai, située sur le territoire de la commune d'Hallu, à proximité de Chilly, dans le département de Somme, en région Hauts-de-France.

## Situation ferroviaire
Établie à 83 mètres d'altitude, la gare d'Hallu - Chilly est située au point kilométrique (PK) 129,213 de la ligne de Saint-Just-en-Chaussée à Douai, entre les gares d'Hattencourt et de Chaulnes.

## Histoire
La ligne est fermée au trafic voyageurs ; il subsiste une voie et un quai.